# Salpichroma hirsutum
Salpichroma hirsutum là loài thực vật có hoa trong họ Cà. Loài này được (Meyen) Wedd. miêu tả khoa học đầu tiên năm 1859.